# Zítra snad bude líp
Zítra snad bude líp (Every Day, tj. Každý den) je americký hraný film z roku 2010, který režíroval Richard Levine podle vlastního scénáře. Snímek měl světovou premiéru na filmovém festivalu Tribeca dne 24. dubna 2010. Snímek v ČR vyšel na DVD v roce 2010.

## Děj
Ned a Jeannie jsou manželé, mají dva syny a bydlí v New Yorku. Ned je scenáristou v televizi a nedostává se mu inspirace pro nové díly seriálu. Jeho manželka Jeannie právě stěhuje k nim domů z Detroitu svého nemocného otce Ernieho. Starší patnáctiletý syn Jonah je gay a chce jít na ples pořádaný homosexuálními vysokoškolskými studenty. Ned je proti, ale Jeannie mu to dovolí. Ned pracuje na scénáři s kolegyní Robin, která přijela z Los Angeles. Ta ho svádí a jednoho večera se u ní doma popere s jejím bývalým přítelem. Jonah se na plese seznámil s Brianem, což před rodiči tají. Jeannie se stará o otce, který se neúspěšně pokusil o sebevraždu. Posléze umírá na svou nemoc. Ned chce dát výpověď v televizi, ale jeho šéf Garrett mu to rozmluví.

## Obsazení
| Liev Schreiber  | Ned     |
| Helen Hunt      | Jeannie |
| Ezra Miller     | Jonah   |
| Skyler Fortgang | Ethan   |
| Carla Guginová  | Robin   |
| Eddie Izzard    | Garrett |
| Brian Dennehy   | Ernie   |
| David Harbour   | Brian   |